# 潮里潤
潮里 潤（しおさと じゅん、11月20日 - ）は、日本の漫画家。

## 来歴
新人賞の受賞歴や専門学校への通学歴は無く、知人から同人誌への参加を誘われ数点を刊行したことが契機となりウェブコミック配信サイトの編集者からスカウトされて別名義で商業デビューした。初連載は短期間で終了したが2作目の連載は2年ほど続き、秋田書店『別冊少年チャンピオン』2015年3月号掲載の読み切り『神様からのご愛❤︎殺』よりペンネームを「潮里潤」名義とする。
2018年から2024年にかけて『乙女ゲー世界はモブに厳しい世界です』のコミカライズを連載した。

## 作品
連載
- リビティウム皇国のブタクサ姫（新紀元社『パンタポルタ』、原作：佐崎一路、キャラクター原案：まりも）[4]
  - 2020年7月15日初版 ISBN 978-4-7753-1843-0
- 乙女ゲー世界はモブに厳しい世界です（KADOKAWA/富士見書房『ドラドラしゃーぷ#』→『月刊ドラゴンエイジ』、原作：三嶋与夢、キャラクター原案：孟達）
- 世界を救った最強勇者にストーカーされる村娘の話（コミックシーモア）

読み切り
- 神様からのご愛❤︎殺（秋田書店『別冊少年チャンピオン』2015年3月号）
- はんまにゅ！（秋田書店『別冊少年チャンピオン』2015年9月号）
- 逆神サマが憑いている！（秋田書店『週刊少年チャンピオン』2017年32号）

アンソロジー
- デスマーチからはじまる異世界狂想曲 コミックアンソロジー[5]

### イラスト
- リビティウム皇国のブタクサ姫（新紀元社・モーニングスターブックス、原作：佐崎一路、キャラクター原案：まりも）

5 - 8巻挿絵。